# てててん
株式会社てててんは、東京都豊島区要町に本社置く、文具、雑貨などの製造販売やキャラクターの版権販売管理を行う会社である。

## 概要
たれぱんだの生みの親であるデザイナー末政ひかるが、在籍していたサンエックスを2001年3月に退社後、設立した。会社名の「てててん」とは、デザインフェスタ参加時のグループ名「てててん（手手展）」に由来する。

## 主なキャラクター
- ぴよだまり